# Marylebone Cricket Club

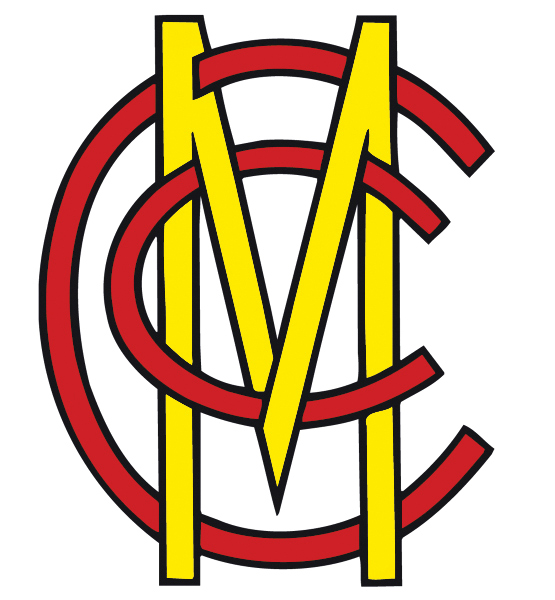
Logo klubu

Marylebone Cricket Club, zkráceně MCC, je kriketový klub sídlící na hřišti Lord's Cricket Ground v londýnské čtvrti Marylebone. Založil ho v roce 1787 Thomas Lord. O rok později klub publikoval první oficiální kriketová pravidla a byl nejvyšší autoritou v tomto sportu až do roku 1993, kdy tuto funkci převzal International Cricket Council. Klub také sestavoval anglickou kriketovou reprezentaci. Marylebone CC se účastní pouze přátelských zápasů. Provozuje nadaci, která podporuje rozvoj světového kriketu. Patronem klubu je anglická královna, MCC má status soukromého klubu, noví členové jsou přijímáni volbou. V roce 2016 měl 18 000 plnohodnotných členů a 5 000 přidružených členů, klubové barvy jsou červená a žlutá.